# Sparganium fluctuans
Sparganium fluctuans är en kaveldunsväxtart som först beskrevs av Georg George Engelmann, och fick sitt nu gällande namn av Benjamin Lincoln Robinson. Sparganium fluctuans ingår i släktet igelknoppar, och familjen kaveldunsväxter. Inga underarter finns listade i Catalogue of Life.

## Bildgalleri

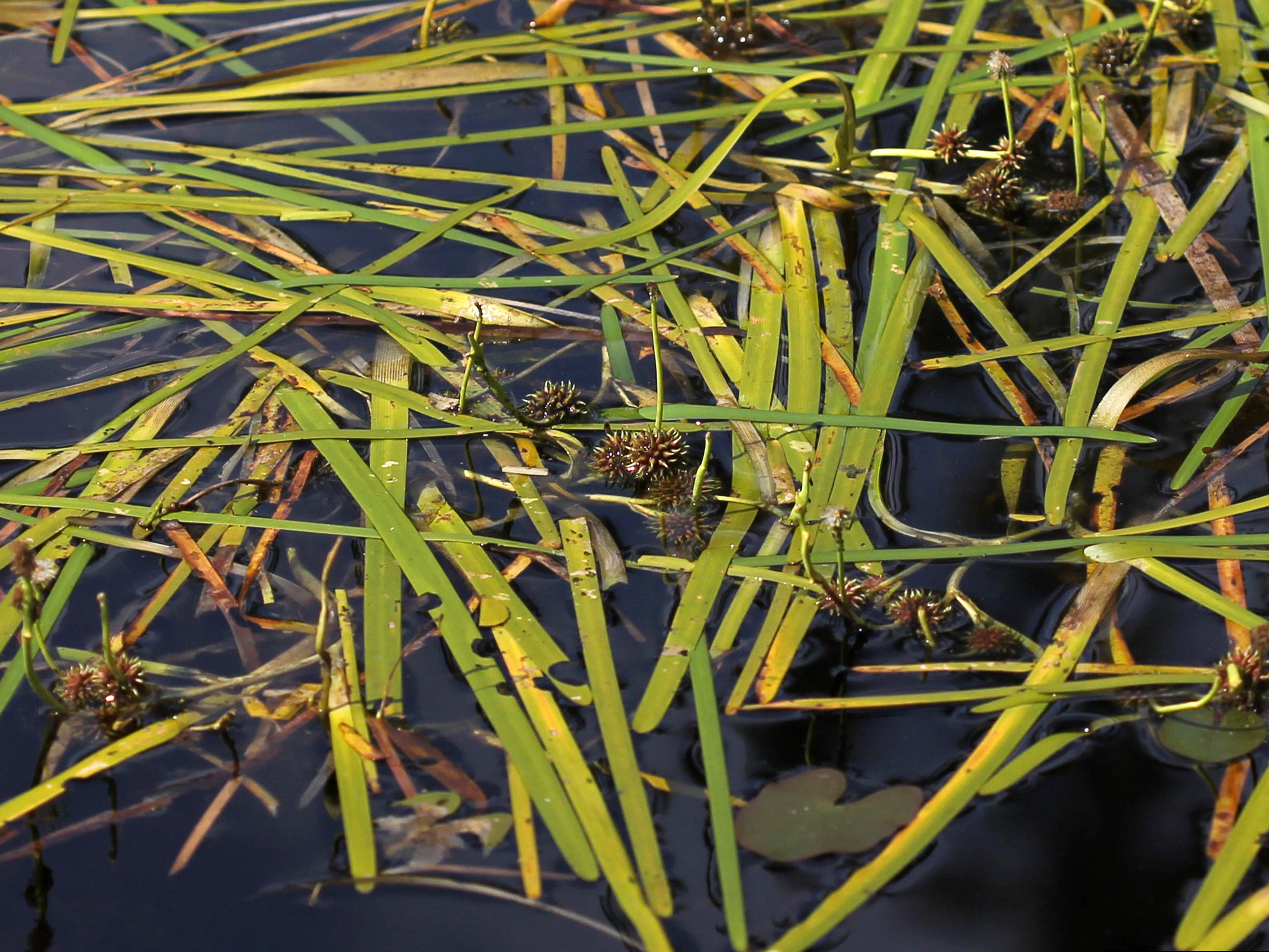